# 片原町 (高松市)
片原町（かたはらまち）は、香川県高松市中心部の町丁。郵便番号は760-0040。住居表示に関する法律に基づく住居表示は実施されていない。

## 地理
高松市役所より0.6km、高松市中心部の都心に位置し、高松中央商店街を成す片原町商店街（市道片原町沖松島線）を挟んだ北側と南側を町域とする東西に長い両側町である。当町の全域を占める片原町商店街は東西に延びた全長約450mのアーケード付き自転車歩行者専用道路で買い物客や通行人が行き交うほか、かつて高松城下を中心とした五街道のうち、志度街道と長尾街道がこの道筋を経由しており、常磐橋（現・丸亀町ドームの北側）から当町を東進して通町で分岐の後、それぞれ志度及び長尾へ延びていた。戦後の1948年（昭和23年）には町内のアーケードを分断する形でことでん琴平線（通称・築港線）が敷設され、アーケード北側に位置する片原町駅は片原町商店街と直結している。
2015年国勢調査による人口は299人（男140人/女159人）、世帯数は169世帯、面積は2万6018.6m2、人口密度は1万1491.7人/km2。公立小学校・中学校の校区は全域が高松第一小学校・中学校（小中一貫）に属している。
町内における都市計画法に基づく用途地域は全域が商業地域で、容積率はことでん琴平線以西が500%、以東が400%である。
ことでん片原町駅西口から当町にかけての一帯は片原町駅西地区市街地再開発事業の施工区域に指定されており、第一街区～第四街区のうち商店街の両側に広がる第三街区については1997年2月に市街地再開発組合が設立され、2002年2月に地上13階建ての再開発ビル「むうぶ片原町」が完成した。この再開発ビルは香川県内初の法定再開発事業として施行された施設建築物で、1階～4階は高松市生涯学習センター（愛称「まなびCAN」）、5階～13階は94戸を有する分譲マンションになっている。

## 歴史
町名の由来は、町の北側が高松城外濠に面していたため、人家が建つのが南側のみ、片側だけの町であったことによる。高松城下でも古くからあったとみられる町の1つで、当初は片町と呼ばれていた。寛永17年城下町絵図にはすでに「かたはら町」とある。
寺院は西福寺（現・清光寺）の他、江戸時代には修験者の名を冠した愛行院（旧・長命寺）があったが明治維新時に廃寺となる。戦後は所在地が百間町になった華下天満宮は、長命寺住持の増圭が菅原道真の死を悼んで道真自画像を祀って建てた神社で、後に生駒親正が高松城築城に際して同社の霊験を得たことにより、以来城の鎮守としたため、神社としては珍しく城の方に向けられて北向となった。
文明開化を迎えた町内では1872年（明治5年）に郵便取扱所、1877年（明治10年）に芝居小屋延寿閣ができ、大阪歌舞伎が来演したこともあったが、1907年（明治40年）頃には玉藻座と改称して活動写真館となる。また1897年（明治30年）頃には華下天満宮境内に肥梅閣という小劇場も建てられたが、のち映画館に改装された。1890年（明治23年）2月15日にはそれまで城下町各町の集合体であった高松の区域を以って市制を施行して高松市が成立し、片原町はその一部となった。1900年（明治33年）高松港竣工の時に片原町と兵庫町に面する高松城外濠が一部埋め立てられ、北側にも徐々に商家が立ち並ぶようになり、その後1910年（明治43年）には完全に埋め立てられ、同時に下水工事も行われている。
1945年（昭和20年）7月4日未明にはアメリカ軍による無差別絨毯爆撃「高松空襲」を受け、町内全てが灰燼に帰した。空襲で壊滅的な被害を受けた高松市中心部では大部分で土地区画整理事業（戦災復興土地区画整理事業）が施行され、片原町でも西部が第一工区一次、東部が第一工区二次として区画整理の対象となり、町内の多くの街路が拡張・改良された。この区画整理事業の完工となる換地処分公告は第一工区一次が1958年（昭和33年）7月10日、第一工区二次が1964年（昭和39年）1月25日である。
1958年（昭和33年）7月11日に当町の一部が百間町へ編入され、同時に通町及び丸亀町の各一部を当町に編入した。その後、1964年（昭和39年）1月26日には当町の一部が通町へ編入されている。

## 主要施設
掲載順は地番の順序による
- 三越アネックス
- くつ和堂本店
- ジュエル・ヒラタ片原町店
- 中国料理北京
- 高松信用金庫片原町支店
- 清光寺
- 高松市生涯学習センターまなびCAN
- アイゼン片原町店
- デイリーヤマザキ高松片原町店